# Máté veszprémi püspök
Máté (11–12. század) magyar katolikus főpap.

## Élete
1102 és 1113 között veszprémi megyés püspök. Egyes feltételezések szerint részt vett Könyves Kálmán dalmáciai hadjáratában, valamint az 1111-es zárai curián, melyen megerősítették a magyar koronához csatolt Dalmácia ősi jogait.
Más forrás szerint a püspöki széket 1111 és 1113 között töltötte be.